# Fabrizio Moretti
Fabrizio Moretti (Río de Janeiro, 2 de junio de 1980) también conocido como Fab,  es un músico y artista visual brasileño-estadounidense  y que también posee ciudadanía italiana. más conocido como el baterista de la banda neoyorquina The Strokes. Nacido el 2 de junio de 1980 en Río de Janeiro. Su padre es italiano y su madre brasileña. Tiene un solo hermano.

## Carrera
A la edad de tres años Fabrizio se mudó con su familia a Nueva York donde empezó a interesarse por la música, especialmente en la batería. A los 13 años Fabrizio conoció a dos de los futuros miembros de The Strokes, Julian Casablancas y Nick Valensi en la Dwight School en Nueva York (Central Park West). Moretti quería ser profesor, cuando estaba en la secundaria, aunque pronto notó que sus habilidades como baterista podrían llevarlo mucho más lejos en la vida, así que enseguida abandonó la Universidad y se unió a la banda.
Escribió una canción llamada "All The Hours You Wanted", interpretada por The Strokes (con Matt Romano en la batería, Nick Valensi en la guitarra y Julian Casablancas como cantante), la cual está altamente influenciada por blues y soul, incluyendo un órgano, un bajo bluesero y un solo de blues.
La canción dura no más de 2 minutos y es más popularmente conocida como "Clear Skies" (por una frase de la letra) por los fanes.
El 4 de noviembre de 2008 salió a la venta su nuevo proyecto junto con Binki Shapiro y Rodrigo Amarante (Los Hermanos): Little Joy.
Ringo Starr baterista de The Beatles fue una de las principales influencias de Moretti, esto se hace notar en el tipo de batería que utiliza hasta en su forma de tocar.
Fabrizio Moretti puede hablar fluidamente inglés, portugués, italiano y francés.